# Dupni
Dupni (en rus: Дупны) és un poble de l'óblast de Tula, a Rússia, segons el cens del 2010 no tenia cap habitant.